# Platanthera grandiflora
Platanthera grandiflora  es una especie de orquídea de hábito terrestre originaria de Norteamérica.

## Descripción
Alcanza un tamaño de 27 a 120 cm de altura. Tiene de 2 a 6 hojas que miden hasta 24 cm de largo. Sus flores (30 a 65 flores por inflorescencia) son de color variable entre la lavanda y púrpura, a un rico magenta. Ellas aparecen entre junio y agosto.
Hay una variedad de Platanthera grandiflora con flores de color blanco (forma albiflora).
Su apariencia es muy similar a Platanthera psycodes.

## Taxonomía
Platanthera grandiflora fue descrita por (Carlos Linneo) Lindl. y publicado en The Genera and Species of Orchidaceous Plants 294. 1835.
Etimología
El nombre genérico Platanthera deriva del griego y se refiere a la forma de las anteras de las flores ("flores con anteras grandes, planas"). 
El epíteto específico grandiflora deriva del latín y significa flores grandes.
Sinonimia
- Orchis grandiflora Bigelow (1824) (Basionymum)
- Orchis fimbriata Dryand. (1789)
- Habenaria fimbriata (Dryand.) R.Br. (1813)
- Habenaria grandiflora (Bigelow) Torr. ex L.C. Beck (1833)
- Platanthera fimbriata (Dryand.) Lindl. (1835)
- Habenaria fimbriata f. albiflora E.L. Rand & Redfield (1894)
- Blephariglottis grandiflora (Bigelow) Rydb. (1901)
- Fimbriella psycodes var. grandiflora (Bigelow) Butzin (1981)
- Habenaria fimbriata f. mentotonsa Fernald (1946)
- Platanthera grandiflora f. albiflora (E.L. Rand & Redfield) Catling (1982)
- Platanthera grandiflora f. mentotonsa (Fernald) P.M. Br. (1988)
- Platanthera grandiflora f. bicolor P.M. Br. (1995)
- Platanthera grandiflora f. carnea P.M. Br. (1995)[2]